# Alida Dóra Gazsó
Alida Dóra Gazsó (* 18. April 2000 in Budapest) ist eine ungarische Kanutin.

## Karriere
Alida Dóra Gazsó gewann ihre erste Medaille bei einer Großveranstaltung bei den Erwachsenen, als sie bei den Weltmeisterschaften 2019 in Szeged  sogleich Weltmeisterin im Vierer-Kajak auf der 500-Meter-Distanz wurde. Zusammen mit Dóra Bodonyi, Erika Medveczky und Tamara Csipes blieb sie vor den Mannschaften aus Belarus und Polen siegreich. Zwei Jahre später wurde sie im Juni in Posen im Einer-Kajak über 1000 Meter auch Europameisterin. Drei Monate darauf wurde sie in Kopenhagen in dieser Disziplin darüber hinaus Weltmeisterin, während sie mit dem Vierer-Kajak über 500 Meter den zweiten Platz belegte. Mit dem Vierer-Kajak folgte auf der 500-Meter-Strecke bei den Europameisterschaften 2022 in München der Gewinn der Bronzemedaille. Bei den Europaspielen 2023 vertrat sie Ungarn in drei Disziplinen. Im Vierer-Kajak verpasste sie über 500 Meter mit Noémi Pupp, Tamara Csipes und Sára Fojt als Vierte knapp einen Medaillengewinn. Im Einer-Kajak sicherte sie sich hingegen über diese Distanz die Silbermedaille hinter Emma Jørgensen und belegte mit Tamara Csipes im Zweier-Kajak über 500 Meter den dritten Platz.
Bei den Europameisterschaften 2024 in Szeged wurde Gazsó im Vierer-Kajak über 500 Meter zum zweiten Mal Europameisterin und erreichte im Zweier-Kajak auf dieser Strecke mit Tamara Csipes Rang drei. Bei den Olympischen Spielen 2024 in Paris gehörte Gazsó zum ungarischen Aufgebot im Einer-, Zweier- und Vierer-Kajak. In der Konkurrenz im Einer-Kajak gewann sie ihren Vorlauf und zog dadurch direkt ins Halbfinale ein, wo sie ihren Lauf ebenfalls gewann. Im Finallauf erzielte sie in 1:51,19 Minuten die sechstbeste Zeit. Im Zweier-Kajak verpasste Gazsó mit Tamara Csipes als Dritte ihres Vorlaufs die direkte Halbfinalqualifikation, ein erster Platz in ihrem Viertelfinallauf berechtigte anschließend zum Einzug ins Halbfinale. Ihren Halbfinallauf beendeten Gazsó und Csipes auf Rang drei, womit sie ins A-Finale einzogen. Im Endlauf überquerten sie in 1:39,39 Minuten als Zweite die Ziellinie, hinter den in 1:37,28 Minuten siegreichen Neuseeländerinnen Lisa Carrington und Alicia Hoskin, und gewannen damit die Silbermedaille. Platz drei ging an Paulina Paszek und Jule Hake aus Deutschland sowie das zweite ungarische Boot, das mit Noémi Pupp und Sára Fojt besetzt war, nachdem beide Mannschaften eine Zeit von 1:39,46 Minuten erzielt hatten. Im Vierer-Kajak belegte Gazsó mit Noémi Pupp, Tamara Csipes und Sára Fojt im Vorlauf Rang zwei, der die direkte Finalqualifikation bedeutete. Im Finallauf überquerten die Ungarinnen in 1:32,93 Minuten als Dritte die Ziellinie. Sie sicherten sich damit die Bronzemedaille hinter Neuseeland und Deutschland.
Für ihre Olympiaerfolge erhielt sie im September 2024 das Ritterkreuz des Ungarischen Verdienstordens.